# Зала Лотос Пловдив
Зала Лотос е част от „Дома на новороденото“ в град Пловдив, на ул. „Христо Г. Данов“ №34 в Дондуковата градина.

## История
Зала Лотос е построена в далечната 1973 г. след общинска поръчка. Архитекти на сградата са Димка Танева и Мария Сапунджиева, конструктор инж. Драгия Алексиев. Създадена е като Дом на новороденото. През 1979 г. изпращат част от проектантите в град Кишинев, за да създадат почти същия модел сграда там. Молдовците почти изцяло са копирали идеята за Пловдивския обреден дом. Според архитектите, сграда е метафора на началото на живота, на плодородието и духа на детството.
Лотос е изградена на няколко нива, от първокачествен мрамор. Вътре има цял мраморен блок, а в началото са били поставени и зодиакалните знаци, изчукани от мед, които след години изчезват. Според информация на ОП „Радостни обреди“, които стопанисват залата, зодиакалните знаци са били откраднати. В нея се сключват граждански бракове, именуване на дете, златни и сребърни сватби.
През 2017 г. сградата на Дома на новороденото е прехвърлена на Природонаучния музей – гр. Пловдив и ще бъде превърната в зала с експонати.

## Галерия
- Кръглата зала „Лотос“ в Дома на новороденото
- Подготовка за ритуал Именуване на дете в зала Лотос
- Домът на новороденото, т.нар Кръгла зала